# Mühlhausen-Ehingen
Mühlhausen-Ehingen é um município da Alemanha, no distrito de Constança, na região administrativa de Friburgo, estado de Baden-Württemberg.